# JYSK Park
El JYSK Park es un estadio de fútbol situado en la ciudad de Silkeborg, Dinamarca. El estadio inaugurado en 2017 posee una capacidad de 10 100 asientos, y es propiedad del club de fútbol Silkeborg IF que disputa la Superliga danesa.
La construcción del Parque JYSK comenzó en 2015 y se completó en el verano de 2017. Se inauguró el 31 de julio de 2017 para un partido entre Silkeborg IF y AGF Arhus, donde el equipo local ganó 2-1 frente a 9411 aficionados. Gustaf Nilsson de Silkeborg IF convirtió el primer gol en el estadio cuando anotó a 1-0 en la victoria por 2-1 sobre AGF.
El estadio está ubicado en Søhøjlandet junto a la arena JYSK. La construcción del estadio fue una colaboración entre la propiedad de Silkeborg IF y el municipio de Silkeborg, con un costo estimado de 130 millones de coronas. El municipio financió 60 millones de la construcción con el club aportando los 70 millones restantes.

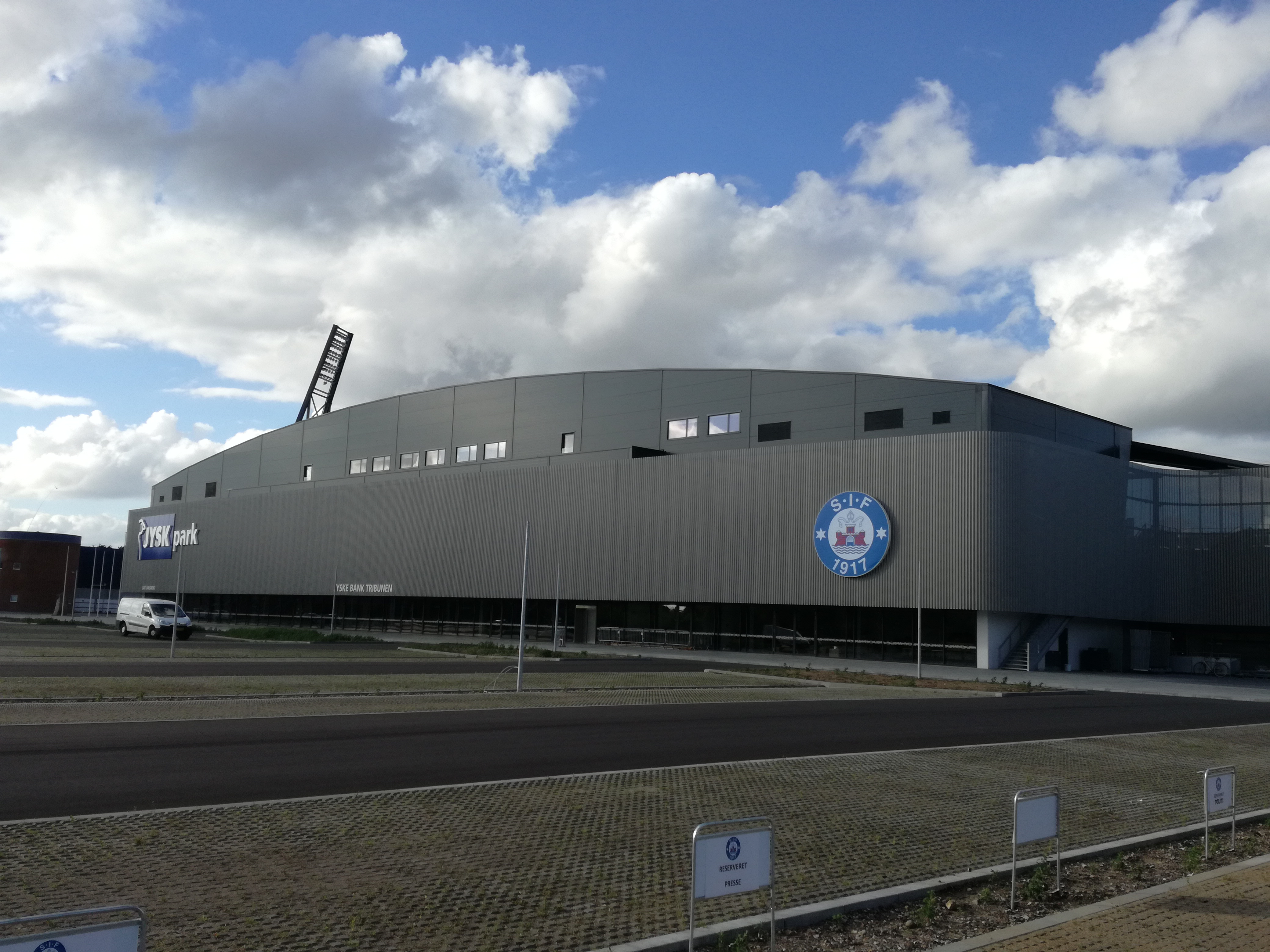